# Division Nationale 2022-2023
La Division Nationale 2022-2023, nota anche come BGL Ligue 2022-2023 per motivi di sponsorizzazione, è stata la 109ª edizione della massima serie del campionato lussemburghese di calcio, iniziata il 7 agosto 2022 e terminata il 21 maggio 2023. Lo Swift Hesperange si è laureato campione per la prima volta nella sua storia.

## Stagione

### Novità
Al termine della stagione precedente il Rodange 91 e il R.M. Hamm Benfica sono retrocesse in Promotion d'Honneur, dalla quale invece sono state promosse l'Mondercange e il Käerjeng 97, rispettivamente primo e secondo classificato.

### Formula
Le sedici squadre partecipanti si affrontano in un girone all'italiana con partite di andata e ritorno per un totale di 30 giornate. Al termine del campionato la prima classificata è designata campione del Lussemburgo e ammessa al primo turno di qualificazione della UEFA Champions League 2023-2024. Le squadra seconda e terza classificate vengono ammesse al primo turno di qualificazione della UEFA Europa Conference League 2023-2024 assieme alla vincitrice della coppa nazionale, ammessa al secondo turno. Le ultime due classificate vengono retrocesse direttamente in Promotion d'Honneur, mentre la tredicesima e la quattordicesima classificata affrontano, rispettivamente, la quarta e la terza classificate in Promotion d'Honneur in uno spareggio promozione/retrocessione.

## Squadre partecipanti
| Club               | Città             | Stadio                                     | Stagione precedente                                     |
| ------------------ | ----------------- | ------------------------------------------ | ------------------------------------------------------- |
| Differdange 03     | Differdange       | Stade Municipal de la Ville de Differdange | 2º posto in Division Nationale                          |
| F91 Dudelange      | Dudelange         | Stade Jos Nosbaum                          | 1º posto in Division Nationale, Campione di Lussemburgo |
| Etzella Ettelbruck | Ettelbruck        | Stade Am Deich                             | 10º posto in Division Nationale                         |
| Fola Esch          | Esch-sur-Alzette  | Stadio Émile Mayrisch                      | 3º posto in Division Nationale                          |
| Hostert            | Niederanven       | Stade Jos Becker                           | 14º posto in Division Nationale                         |
| Jeunesse Esch      | Esch-sur-Alzette  | Stade Op der Grenz                         | 8º posto in Division Nationale                          |
| Käerjeng 97        | Bascharage        | Stade um Bëschel                           | 2º posto in Promotion d'Honneur                         |
| Mondercange        | Mondercange       | Stadio Comunale                            | 1º posto in Promotion d'Honneur                         |
| Mondorf            | Mondorf-les-Bains | Stade John Grün                            | 9º posto in Division Nationale                          |
| Progrès Niedercorn | Niedercorn        | Stade Jos Haupert                          | 5º posto in Division Nationale                          |
| RU Luxembourg      | Lussemburgo       | Stade Achille Hammerel                     | 7º posto in Division Nationale                          |
| Swift Hesperange   | Hesperange        | Stade Alphonse Theis                       | 4º posto in Division Nationale                          |
| UNA Strassen       | Strassen          | Complexe Sportif Jean Wirtz                | 6º posto in Division Nationale                          |
| UT Pétange         | Pétange           | Stade Municipal                            | 11º posto in Division Nationale                         |
| Victoria Rosport   | Rosport           | VictoriArena                               | 12º posto in Division Nationale                         |
| Wiltz 71           | Wiltz             | Stade Am Pëtz                              | 13º posto in Division Nationale                         |

## Classifica
aggiornata al 21 maggio 2023.
|  | Pos. | Squadra            | Pt | G  | V  | N  | P  | GF  | GS | DR  |
|  | ---- | ------------------ | -- | -- | -- | -- | -- | --- | -- | --- |
|  | 1.   | Swift Hesperange   | 60 | 30 | 24 | 6  | 1  | 102 | 30 | +72 |
|  | 2.   | Progrès Niedercorn | 57 | 30 | 23 | 5  | 4  | 69  | 33 | +36 |
|  | 3.   | F91 Dudelange      | 51 | 30 | 22 | 2  | 7  | 86  | 38 | +48 |
|  | 4.   | UT Pétange         | 48 | 30 | 18 | 5  | 7  | 62  | 38 | +24 |
|  | 5.   | Differdange 03     | 36 | 30 | 14 | 3  | 13 | 60  | 43 | +17 |
|  | 6.   | Mondorf            | 34 | 30 | 14 | 3  | 14 | 52  | 53 | -1  |
|  | 7.   | Jeunesse Esch      | 32 | 30 | 12 | 7  | 12 | 44  | 39 | +5  |
|  | 8.   | RU Luxembourg      | 30 | 30 | 11 | 10 | 9  | 43  | 38 | +5  |
|  | 9.   | UNA Strassen       | 29 | 30 | 12 | 4  | 15 | 33  | 46 | -13 |
|  | 10.  | Wiltz 71           | 29 | 30 | 10 | 7  | 14 | 46  | 90 | -11 |
|  | 11.  | Victoria Rosport   | 25 | 30 | 8  | 8  | 14 | 48  | 58 | -10 |
|  | 12.  | Mondercange        | 22 | 30 | 7  | 8  | 15 | 41  | 55 | -14 |
|  | 13.  | Fola Esch          | 21 | 30 | 8  | 3  | 20 | 36  | 71 | -35 |
|  | 14.  | Käerjeng 97        | 17 | 30 | 6  | 5  | 20 | 32  | 71 | -39 |
|  | 15.  | Etzella Ettelbruck | 16 | 30 | 4  | 6  | 20 | 20  | 65 | -39 |
|  | 16.  | Hostert            | 15 | 30 | 4  | 3  | 16 | 20  | 59 | -45 |

Legenda
      Campione del Lussemburgo e ammessa alla UEFA Champions League 2023-2024.
      Ammessa alla UEFA Europa Conference League 2023-2024.
 Ammessa ai play-off promozione/retrocessione.
      Retrocessa in Éirepromotioun 2023-2024.
Note:
Tre punti a vittoria, uno a pareggio, zero a sconfitta.

## Risultati
|                    | Dif  | Etz  | Dud  | Fol  | Hos  | JeE  | Mnd  | Mon  | PRO  | RAC  | Swi  | UNK  | UNA  | UTP  | Vic  | Wil  |
| ------------------ | ---- | ---- | ---- | ---- | ---- | ---- | ---- | ---- | ---- | ---- | ---- | ---- | ---- | ---- | ---- | ---- |
| Differdange 03     | –––– | -    | 6-0  | -    | 6-0  | -    | -    | 2-0  | -    | 2-3  | 2-3  | 1-2  | 2-2  | 0-1  | -    | 2-1  |
| Etzella Ettelbruck | 0-2  | –––– | -    | 0-4  | -    | -    | 1-2  | 0-3  | 0-1  | 0-1  | 0-4  | 1-1  | -    | 2-0  | -    | 1-2  |
| F91 Dudelange      | 3-1  | 4-0  | –––– | -    | 3-1  | 5-0  | -    | -    | 1-4  | 0-1  | 0-4  | -    | 3-1  | 0-1  | 2-0  | -    |
| Fola Esch          | 3-2  | 0-0  | 0-2  | –––– | 0-1  | 1-3  | 2-0  | 0-1  | -    | -    | -    | -    | 2-1  | 1-2  | 4-1  | -    |
| Hostert            | 0-5  | 0-3  | 0-4  | -    | –––– | -    | 0-0  | -    | 1-0  | -    | 0-4  | 0-1  | 1-0  | -    | 1-3  | 2-3  |
| Jeunesse Esch      | 1-0  | 6-0  | -    | -    | 1-2  | –––– | 1-1  | -    | 0-1  | -    | -    | 0-0  | 2-0  | -    | 2-0  | 1-0  |
| Mondercange        | 0-0  | 1-2  | 2-3  | 3-0  | -    | 1-2  | –––– | 1-2  | -    | -    | 1-2  | 1-1  | -    | -    | 5-1  | 0-3  |
| Mondorf            | 0-1  | 3-0  | 0-7  | 5-0  | 2-0  | 3-1  | -    | –––– | -    | 0-1  | -    | -    | 1-2  | 2-0  | 1-6  | -    |
| Progrès Niederkorn | -    | -    | 2-3  | 3-2  | -    | 2-1  | 4-0  | 4-2  | –––– | 0-0  | -    | 1-0  | -    | 2-3  | 1-0  | 3-0  |
| Racing Union       | -    | -    | 2-4  | 4-2  | 2-1  | 2-1  | 2-2  | 1-0  | -    | –––– | 1-3  | 1-1  | -    | 0-2  | 2-2  | -    |
| Swift Hesperange   | -    | 2-2  | -    | 8-1  | 5-1  | 2-0  | -    | 4-2  | 4-2  | 2-0  | –––– | 4-2  | 3-0  | 3-3  | -    | 4-2  |
| UN Käerjéng 97     | -    | -    | 2-4  | 3-2  | 0-0  | 1-4  | -    | 0-2  | 1-1  | 0-5  | -    | –––– | 1-2  | 0-1  | -    | 1-1  |
| UNA Strassen       | 3-2  | 4-1  | 1-2  | -    | -    | -    | 2-0  | 0-1  | 0-1  | 1-4  | 0-4  | 0-2  | –––– | -    | -    | 4-3  |
| UT Pétange         | 4-2  | -    | 1-2  | 2-3  | 4-1  | 0-0  | 5-2  | 4-1  | -    | -    | 2-1  | 4-1  | 0-1  | –––– | 5-1  | -    |
| Victoria Rosport   | 2-3  | 3-1  | -    | -    | 2-2  | 1-1  | -    | -    | 2-3  | 4-2  | 0-0  | 3-0  | 0-0  | -    | –––– | 0-0  |
| Wiltz 71           | -    | -    | 0-3  | 5-1  | 2-2  | 3-2  | 1-4  | 4-4  | 1-2  | 1-1  | -    | -    | -    | 0-2  | 3-1  | –––– |

## Statistiche

### Individuali

#### Classifica marcatori
aggiornata al 17 marzo 2023.
| Gol |  |  | Giocatore               | Squadra            |
| --- |  |  | ----------------------- | ------------------ |
| 22  |  |  | Rayan Philippe          | Swift Hesperange   |
| 16  |  |  | Dominik Stolz           | Swift Hesperange   |
| 14  |  |  | Elias Filet             | Progrès Niedercorn |
| 13  |  |  | El Hassane M'Barki      | Mondercange        |
| 13  |  |  | Dejvid Sinani           | F91 Dudelange      |
| 12  |  |  | Artur Abreu             | UT Pétange         |
| 12  |  |  | Samir Hadji             | F91 Dudelange      |
| 12  |  |  | João Magno              | F91 Dudelange      |
| 12  |  |  | Kempes Waldemar Tekiela | UT Pétange         |
| 11  |  |  | Érico Castro            | Differdange 03     |
| 11  |  |  | Kai Merk                | UT Pétange         |